# Campionati italiani assoluti di scherma del 1996
I Campionati italiani assoluti di scherma del 1996 sono stati organizzati dalla Federazione Italiana Scherma e si sono svolti a Bologna in Emilia-Romagna.
Nel fioretto, si sono aggiudicati i titoli dei campionati italiani Lorenzo Taddei, alla sua prima affermazione, e Valentina Vezzali (4º titolo).
Nella spada Maurizio Randazzo ha vinto tra gli uomini, bissando il titolo del 1993, mentre tra le donne c'è stato il successo di Margherita Zalaffi, alla sua prima affermazione.
Nella sciabola Tonhi Terenzi ha vinto il suo quarto titolo nazionale maschile.
Nei campionati italiani a squadre maschili il Centro Sportivo Carabinieri ha trionfato sia nel fioretto che nella sciabola, mentre il Gruppo Sportivo Fiamme Oro ha vinto nella spada.
Nei campionati italiani a squadre femminili il Club Scherma Jesi ha vinto il suo quinto titolo nel fioretto, mentre la Società del Giardino Milano ha vinto il suo primo titolo nella spada.

## Podi

### Uomini
| Specialità  | Oro                             | Argento                      | Bronzo |
| Individuali |                                 |                              |        |
| Fioretto    | Lorenzo Taddei                  | -                            | -      |
| Spada       | Maurizio Randazzo               | -                            | -      |
| Sciabola    | Tonhi Terenzi                   | -                            | -      |
| A squadre   |                                 |                              |        |
| Fioretto    | Carabinieri Salvatore Sanzo -   | Fiamme Oro Francesco Rossi - | -      |
| Spada       | Fiamme Oro Maurizio Randazzo -  | -                            | -      |
| Sciabola    | Carabinieri Giampiero Pastore - | -                            | -      |

### Donne
| Specialità  | Oro                                   | Argento | Bronzo |
| Individuali |                                       |         |        |
| Fioretto    | Valentina Vezzali                     | -       | -      |
| Spada       | Margherita Zalaffi                    | -       | -      |
| A squadre   |                                       |         |        |
| Fioretto    | Club Scherma Jesi Valentina Vezzali - | -       | -      |
| Spada       | Società del Giardino Milano -         | -       | -      |